# Zoome

zoome(일본어: ズーミー, "zoom me")는 일본에서 zoome주식회사(zoome株式会社)가 관리하는 비디오 호스팅 서비스였다.
이름은 'zoom'과 'me'의 합성어로 '나의 방송국 & 커뮤니티'라는 뜻이다. zoome은 일본 비디오 호스팅 서비스 최초로 H.264/MPEG-4 AVC를 지원했다. 이 사이트는 니코니코 동화에 이어 일본에서 두 번째로 큰 비디오 호스팅 서비스였다.
이 사이트는 유튜브나 니코니코 동화와는 다른 'CGM 동영상 호스팅 사이트'로 불렸다.

## 같이 보기
- 니코니코 동화
- H.264/MPEG-4 AVC
- HE-AAC
- 하츠네 미쿠
- 보컬로이드
- 크립톤 퓨처 미디어